# Secukinumab
Le secukinumab (appelé également AIN457) est un anticorps monoclonal dirigé contre l'interleukine 17A et utilisé comme médicament dans certaines affections rhumatologiques et dermatologiques.

## Efficacité
Administré par voie intra-veineuse, il améliore les symptômes du psoriasis, de la polyarthrite rhumatoïde, de l'uvéite chronique non infectieuse et de la spondylarthrite ankylosante. 
En sous-cutané, il améliore le psoriasis de gravité intermédiaire à sévère, avec des résultats meilleurs qu'avec l'étanercept, ainsi que les symptômes de la polyarthrite rhumatoïde ou du rhumatisme psoriasique. Dans cette dernière maladie, il n'est cependant pas plus efficace que l'adalimumab même s'il semble être mieux toléré.
Il n'a pas d'efficacité démontrée dans la maladie de Crohn.

## Effets secondaires
La molécule semble bien tolérée. Elle peut donner des neutropénies sans conséquence. D'autres études montrent cependant un taux d'infections plus important,. Il peut également y avoir un risque d'hypertension.